# Hans Leibelt

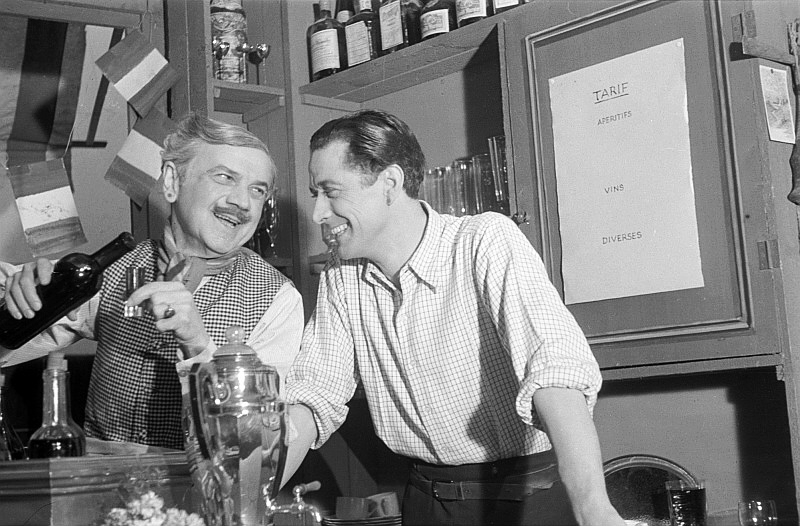
Hans Leibelt (izq.) con Hans Söhnker en Zum goldenen Anker (1946)

Hans August Hermann Leibelt (11 de marzo de 1885 - 3 de diciembre de 1974) fue un actor teatral y cinematográfico de nacionalidad alemana.

## Biografía
Nacido en Leipzig, Alemania, e hijo de un profesor, en un principio se formó para trabajar en el comercio textil, iniciando más tarde estudios de interpretación en Leipzig. A partir de 1903 actuó en Eisenach, en el Leipziger Schauspielhaus, en Darmstadt y en Munich, trasladándose en los años 1920 a Berlín, ciudad en la que durante mucho tiempo actuó en el Konzerthaus Berlin. 
En el año 1923 actuó en su primera película, Mysterien eines Frisiersalons, interpretando a partir de entonces numerosos papeles de reparto. Probablemente debido a su corpulencia, a menudo encarnó a personajes de padres, tíos, diplomáticos y académicos, como ocurrió en la cinta de 1944 Die Feuerzangenbowle, en la que interpretaba al que posiblemente fue su personaje más popular, el director Knauer, apodado „Zeus“. 
Finalizada la Segunda Guerra Mundial, trabajó en el Deutsches Theater y en el Renaissance-Theater, ambos en la ciudad de Berlín. Debido a la mala situación de la posguerra, Leibelt perdió mucho peso, lo cual le permitió interpretar en 1946, en la cinta producida por la DEFA Irgendwo in Berlin, al demacrado pintor Eckmann. A partir de entonces actuó en múltiples producciones, principalmente de entretenimiento, como Das schwarze Schaf o Max, der Taschendieb, entre otras. En reconocimiento a su larga carrera y su contribución al cine alemán, en 1962 fue premiado con el Filmband in Gold. Leibelt continuó trabajando hasta el año 1970, retirándose a los 85 años de edad. 
Fallecida su esposa en 1950, Leibelt vivió con la actriz Hilli Wildenhain, hija del también actor Bernhard Wildenhain. Hans Leibelt pasó sus últimos años en una residencia en Múnich, falleciendo en dicha ciudad en 1974. Sus restos fueron incinerados, y las cenizas depositadas en el Cementerio Ostfriedhof de Múnich.

## Filmografía
| - 1922: Mysterien eines Frisiersalons - 1930: Der Mann, der seinen Mörder sucht - 1931: Der Hauptmann von Köpenick - 1933: Morgenrot - 1934: Ein Mann will nach Deutschland - 1934: Heinz im Mond - 1935: Der alte und der junge König - 1936: Donner, Blitz und Sonnenschein - 1936: Savoy-Hotel 217 - 1937: Kapriolen - 1937: Meine Freundin Barbara - 1938: Tanz auf dem Vulkan - 1938: Mordsache Holm - 1939: Der Schritt vom Wege - 1939: Der Stammbaum des Dr. Pistorius - 1940: Die Rothschilds - 1940: Friedrich Schiller – Triumph eines Genies - 1940: Kora Terry - 1941: Carl Peters - 1941: Der Gasmann - 1941: Frauen sind doch bessere Diplomaten - 1941: Hauptsache glücklich - 1941: Die schwedische Nachtigall - 1943: Titanic - 1944: Die Zaubergeige - 1944: Die Feuerzangenbowle - 1946: Irgendwo in Berlin - 1946: Peter Voss, der Millionendieb - 1947: Ehe im Schatten - 1947: Razzia - 1948: 1-2-3 Corona - 1949: Ich mach dich glücklich - 1950: Der Mann, der sich selber sucht - 1950: Epilog – Das Geheimnis der Orplid - 1950: Die Lüge - 1951: Heidelberger Romanze - 1952: Das kann jedem passieren - 1952: Haus des Lebens | - 1953: Die geschiedene Frau - 1954: Bruder Martin - 1955: Du mein stilles Tal - 1955: Königswalzer - 1955: San Salvatore - 1955: Die spanische Fliege - 1955: Laß die Sonne wieder scheinen - 1956: Charleys Tante - 1956: Mädchen mit schwachem Gedächtnis - 1956: Wo war David Preston? - 1956: Schwarzwaldmelodie - 1956: Heidemelodie - 1957: Kleiner Mann – ganz groß - 1957: Der tolle Bomberg - 1957: Gruß und Kuß vom Tegernsee - 1957: Heiraten verboten - 1957: Es wird alles wieder gut - 1957: Vater sein dagegen sehr - 1958: Der Pauker - 1958: Peter Voss, der Millionendieb - 1958: Wir Wunderkinder - 1959: Buddenbrooks – 2 partes - 1959: Der Haustyrann - 1959: Ein Mann geht durch die Wand - 1959: Labyrinth - 1959: Liebe auf krummen Beinen - 1959: Alle Tage ist kein Sonntag - 1960: Das Glas Wasser - 1960: Das schwarze Schaf - 1960: Mein Schulfreund - 1961: Max, der Taschendieb - 1961: Im sechsten Stock - 1961: Unerwartet verschied... - 1962: Der 42. Himmel - 1962: Das schwarz-weiß-rote Himmelbett - 1965: Das Liebeskarussell - 1966: Grieche sucht Griechin |